# Chilo (geslacht)
Chilo is een geslacht van vlinders uit de familie van de grasmotten (Crambidae).

## Soorten
- C. agamemnon Błeszyński, 1962
- C. aleniella (Strand, 1913)
- C. arcuellus Costa, 1834
- C. argentellus Costa, 1836
- C. argyrogramma (Hampson, 1919)
- C. argyropasta (Hampson, 1919)
- C. auricilia Dudgeon, 1905
- C. auricilius Dudgeon, 1905
- C. bandra Kapur, 1950
- C. batri Fletcher, 1926
- C. camptulatalis Hulst, 1886
- C. ceylonica Hampson, 1895
- C. cinnamomellus Berg, 1875
- C. costifusalis (Hampson, 1919)
- C. crossosticha Turner, 1922
- C. crypsimetalla (Turner, 1911)
- C. chiriquitensis Zeller, 1877
- C. christophi Błeszyński, 1965
- C. dailingensis Wang & Sung, 1981
- C. decrepitellus Zincken, 1821
- C. demotellus Walker, 1866
- C. densella Zeller, 1881
- C. diffusilinea (de Joannis, 1927)
- C. erianthalis Capps, 1963
- C. flavirufalis (Hampson, 1919)
- C. hexhex (Dyar, 1925)
- C. hyrax Bleszynski, 1965
- C. ikri Fletcher, 1926
- C. incerta (Sjöstedt, 1926)
- C. infuscatellus Snellen, 1890
- C. izouensis Okano, 1962
- C. kanra Fletcher, 1926
- C. latmiadelis Dognin, 1923
- C. leucealis (Marion, 1957)
- C. lingulatellus Wang & Sung, 1981
- C. lomydellus Zerny, 1935
- C. louisiadalis Hampson, 1919
- C. luniferalis Hampson, 1896
- C. luteellus (Motschulsky, 1866)
- C. mercatorius Błeszyński, 1970
- C. mesoplagalis (Hampson, 1919)
- C. niponella Thunberg, 1788
- C. orichalcociliella (Strand, 1911)
- C. panici Wang & Sung, 1981
- C. partellus

Stengelboorder (Swinhoe, 1885)
- C. perfusalis (Hampson, 1919)
- C. phragmitella

Rietmot Hübner, 1805
- C. phragmitellus Hübner, 1805
- C. plejadellus Zincken, 1821

- C. polychrysa Meyrick, 1932
- C. prophylactes Meyrick, 1934
- C. psammathis (Hampson, 1919)
- C. pulverata Wileman & South, 1917
- C. pulverosellus Ragonot, 1895
- C. quirimbellus Błeszyński, 1970
- C. recalvus (Wallengren, 1875)
- C. sacchariphagus (Bojer, 1856)
- C. spatiosellus Möschler, 1881
- C. subbivittalis (Gaede, 1917)
- C. suppressalis (Walker, 1863)
- C. tamsi Kapur, 1950
- C. terrenellus Pagenstecher, 1900
- C. thyrsis Błeszyński, 1963
- C. tumidicostalis Hampson, 1919
- C. vergilius Bleszynski, 1970
- C. virgosa Hering, 1903
- C. williami Joannis, 1927
- C. yichunensis Wang & Sung, 1981
- C. zacconius Błeszyński, 1970
- C. zizaniae Wang & Sung, 1981
- C. zoriandellus Błeszyński, 1970